# Open de Rennes
El  Open de Rennes  es un torneo de tenis celebrado en Rennes, Francia desde el año 2006. El evento forma parte del ATP Challenger Tour y se juega en canchas duras cubiertas.

## Finales anteriores

### Individuales
| Año  | Campeón            | Finalista         | Resultado       |
| ---- | ------------------ | ----------------- | --------------- |
| 2021 | Benjamin Bonzi     | Mats Moraing      | 7-63, 7-63      |
| 2020 | Arthur Rinderknech | James Ward        | 7–5, 6–4        |
| 2019 | Ričardas Berankis  | Antoine Hoang     | 6–4, 6–2        |
| 2018 | Vasek Pospisil     | Ričardas Berankis | 6-1, 6-2        |
| 2017 | Uladzimir Ignatik  | Andrey Rublev     | 6-76, 6-3, 7-65 |
| 2016 | No Celebrado       | No Celebrado      | No Celebrado    |
| 2015 | Malek Jaziri       | Igor Sijsling     | 5–7, 7–5, 6–4   |
| 2014 | Steve Darcis       | Nicolas Mahut     | 6–2, 6–4        |
| 2013 | Nicolas Mahut      | Kenny de Schepper | 6-3, 7-63       |
| 2012 | Kenny de Schepper  | Illya Marchenko   | 7–64, 6–2       |
| 2011 | Julien Benneteau   | Olivier Rochus    | 6–4, 6–3        |
| 2010 | Marc Gicquel       | Stéphane Bohli    | 7–66, 4–6, 6–1  |
| 2009 | Alejandro Falla    | Thierry Ascione   | 6–3, 6–2        |
| 2008 | Josselin Ouanna    | Adrian Mannarino  | 6–2, 6–3        |
| 2007 | Philipp Petzschner | Gilles Müller     | 6–3, 6–4        |
| 2006 | Jo-Wilfried Tsonga | Tobias Summerer   | 1–6, 7–5, 7–5   |

### Dobles
| Año  | Campeones                               | Finalistas                               | Resultado           |
| ---- | --------------------------------------- | ---------------------------------------- | ------------------- |
| 2021 | Bart Stevens Tim van Rijthoven          | Marek Gengel Tomáš Macháč                | 6–7(2), 7–5, [10–3] |
| 2020 | Antonio Šančić Tristan-Samuel Weissborn | Teymuraz Gabashvili Lukáš Lacko          | 7–5, 6–7(5), [10–7] |
| 2019 | Sander Arends Tristan-Samuel Weissborn  | David Pel Antonio Šančić                 | 6–4, 6–4            |
| 2018 | Sander Gillé Joran Vliegen              | Sander Arends Antonio Šančić             | 6–3, 6–7(1), [10–7] |
| 2017 | Evgeny Donskoy Mikhail Elgin            | Julian Knowle Jonathan Marray            | 6-4, 3-6, [11-9]    |
| 2016 | No Celebrado                            | No Celebrado                             | No Celebrado        |
| 2015 | Andrea Arnaboldi Antonio Šančić         | Wesley Koolhof Matwé Middelkoop          | 6–4, 2–6, [14–12]   |
| 2014 | Tobias Kamke Philipp Marx               | František Čermák Jonathan Erlich         | 3–6, 6–2, [10–3]    |
| 2013 | Florin Mergea Oliver Marach             | Nicholas Monroe Simon Stadler            | 6-4, 3-6, [10-7]    |
| 2012 | Philipp Marx Florin Mergea              | Tomasz Bednarek Mateusz Kowalczyk        | 6–3, 6–2            |
| 2011 | Martin Emmrich Andreas Siljeström       | Kenny de Schepper Édouard Roger-Vasselin | 6–4, 6–4            |
| 2010 | Scott Lipsky David Martin               | Denis Gremelmayr Björn Phau              | 6–4, 5–7, [12–10]   |
| 2009 | Eric Butorac Lovro Zovko                | Kevin Anderson Dominik Hrbatý            | 6–4, 3–6, [10–6]    |
| 2008 | James Auckland Dick Norman              | Yves Allegro Horia Tecău                 | 6–3, 6–4            |
| 2007 | Philipp Petzschner Björn Phau           | Filip Polášek Igor Zelenay               | 6–2, 6–2            |
| 2006 | Grégory Carraz Mathieu Montcourt        | Tomasz Bednarek Frank Moser              | 6–3, 3–6, [10–4]    |